# Cneo Manlio Vulsón
Cneo o Gneo Manlio Vulsón  fue un cónsul romano en el año 189 a. C. junto con Marco Fulvio Nobilior.

## Carrera política
En el año 197 a. C. fue edil curul y después pretor con Sicilia como provincia –195 a. C.–. En 193 a. C. fue uno de los triunviros designados para fundar una colonia latina en el territorio de Turios; en este año fue además candidato al consulado, pero no fue elegido.
En 189 a. C. fue cónsul con Marco Fulvio Nobilior. Fue enviado en Asia para concluir la paz con Antíoco III el Grande, que ya había sido acordada por Lucio Cornelio Escipión Asiático; llegó a Éfeso en la primavera de 189 a. C. y como estaba ansioso de obtener gloria y botín decidió atacar a los gálatas del Asia Menor, sin tener para eso instrucciones del Senado; hizo la guerra con éxito –la llamada guerra gálata– y derrotó a los tres jefes tribales que gobernaban a los gálatas –tolistobogios, Volcas tectósages y trocmos– que se tuvieron que someter incondicionalmente al poder romano.
Acabada la campaña en medio del otoño trajo sus tropas a los cuarteles de invierno; en la guerra recogió parte de las grandes riquezas que los gálatas habían acumulado en sus campañas de saqueo.
Manlio Vulsón permaneció en Asia como procónsul el siguiente año 188 a. C. cuando concluyó formalmente el tratado con Antíoco y arregló los asuntos de Asia. A mediados del verano volvió a Europa a través de Tracia –donde su ejército fue atacado por los tracios y perdió una parte del botín capturado a los gálatas–, el Reino de Macedonia y el Epiro y pasó el invierno en Apolonia de Iliria. Llegó a Roma en 187 a. C. y pidió los honores del triunfo, y aunque se oponía la mayoría de los diez comisionados encargados junto con él de arreglar la paz, al final le fue concedido. Sus soldados introdujeron en Roma los lujos de Oriente que tuvieron un efecto negativo a la sociedad romana.
En 184 a. C. fue un candidato a la censura, pero no fue elegido.
Vulsón era un patricio que pertenecía a la gens Manlia, pero su conexión con la más conocida rama, los Manlios Torcuatos, es desconocida. Pudo haber sido descendiente de Lucio Manlio Vulsón Longo, cónsul en 256 a. C., junto con Marco Atilio Régulo, y en 250 a. C.
Aulo Manlio Vulsón, cónsul once años más tarde en 178 a. C., pudo haber sido su hermano menor.